# Mošovský park
Mošovský park je park přiléhající ke kaštelu v Mošovcích v okrese Turčianske Teplice. Od druhé poloviny 18. století je neodmyslitelnou součástí obce.

## Popis
Mošovský park je typickým příkladem anglického parku, kde se skupiny stromů střídají s volnými prostranstvími a vodními plochami. Nerušeně přechází do okolní přírody, protože většinu parkových objektů tvoří domácí dřeviny. Z listnáčů jsou to nejčastěji javor, jasan, buk, dub, habr, lípa, akát, bříza, z jehličnatých několik druhů smrků, borovice a jedle. Z cizokrajných dřevin jako raritu lze zmínit jinan dvoulaločný z východní Asie či kaštan jedlý. Park svou rozlohou 16,5 ha patří mezi největší na středním Slovensku. Založili ho Révaiové, pravděpodobně před postavením nového kaštela.

## Pavilon

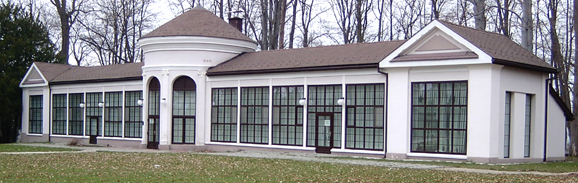
Zahradní pavilon

Součástí parku je i klasicistní zahradní pavilon s kruhovým půdorysem a přistavěnými bočními křídly. Kruhový pavilon s velkými půlkruhovými okny je krytý kopulovitý střechou. Postaven byl v roce 1800 jako skleník. Donedávna se využíval jako sklad nářadí na údržbu parku, pak byl přeměněn na aquacentrum patřící hotelu. V současnosti je opět nevyužívaný.

## Mauzoleum
Bývalá neogotická kaple s mauzoleem, v jejímž interiéru dnes sídlí Muzeum mošovských řemesel. V jeho expozici se nacházejí nástroje používané při výrobě známých mošovských výrobků.

## Skleník

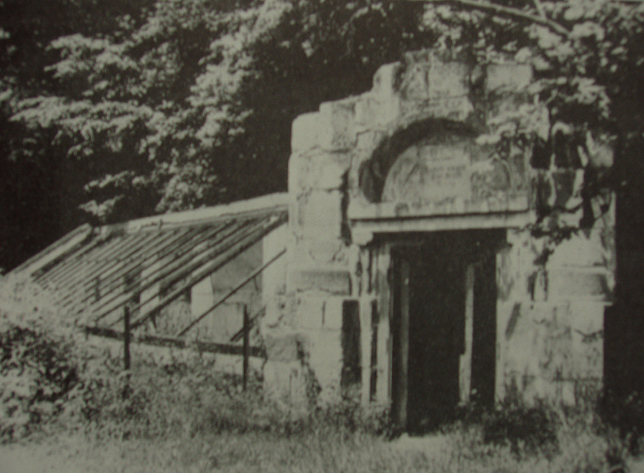
Secesní skleník

V roce 1913 byl poměrně blízko zahradního pavilonu postavený secesní skleník. Nacházel se nalevo od chodníku, který slouží jako hlavní vchod do parku. Bohužel po této mladé stavbě už nezůstalo ani stopy. Na stavbu skleníku použili kamenný materiál ze starého gotického kostela, který byl zbourán v roce 1912. Byla to malá stavba, skleněnými plochami orientovaná na východ a západ. Přibližně v roce 1930 dali noví majitelé révaiovského panství, Hubayovci, obnovit předpokoj tohoto skleníku. Vnější tři stěny předpokoje byly z velké části znovu vyzděné z okrasných uhlových kamenů starého kostela a věže. Takto využitý kamenný materiál z nejstarších dob Mošovců (zač. 14. století) byl zachován i pro budoucí generace. Vchod do skleníku byl orientovaný na jih. Už po druhé světové válce byl secesní skleník v kritickém stavu. Vzácný kamenný materiál lidé rozebírali a používali při stavbách rodinných domů. V Mošovském parku ho už dnes nenajdeme. 

## Mošovské aleje
Na severozápadní straně parku se k němu připojují i dvě takzvané Mošovské aleje, zapsány do seznamu chráněných přírodních památek.